# Anja Šešum
Anja Šešum, slovenska veslačica, * 17. julij 1991, Maribor.
Športno kariero je prekinila leta 2013, kasneje pa je kot kineziologinja delovala v ekipi Ilke Štuhec.

## Nastopi
- Mladinsko svetovno prvenstvo v veslanju 2008, Linz - enojec, 12. mesto[3]

- Mladinsko svetovno prvenstvo v veslanju 2009, Brive-la-Gaillarde - enojec, 5. mesto[3]

- Evropsko prvenstvo v veslanju 2010, Montemor-o-Velho - enojec, 13. mesto[3]